# Henry B. Banning

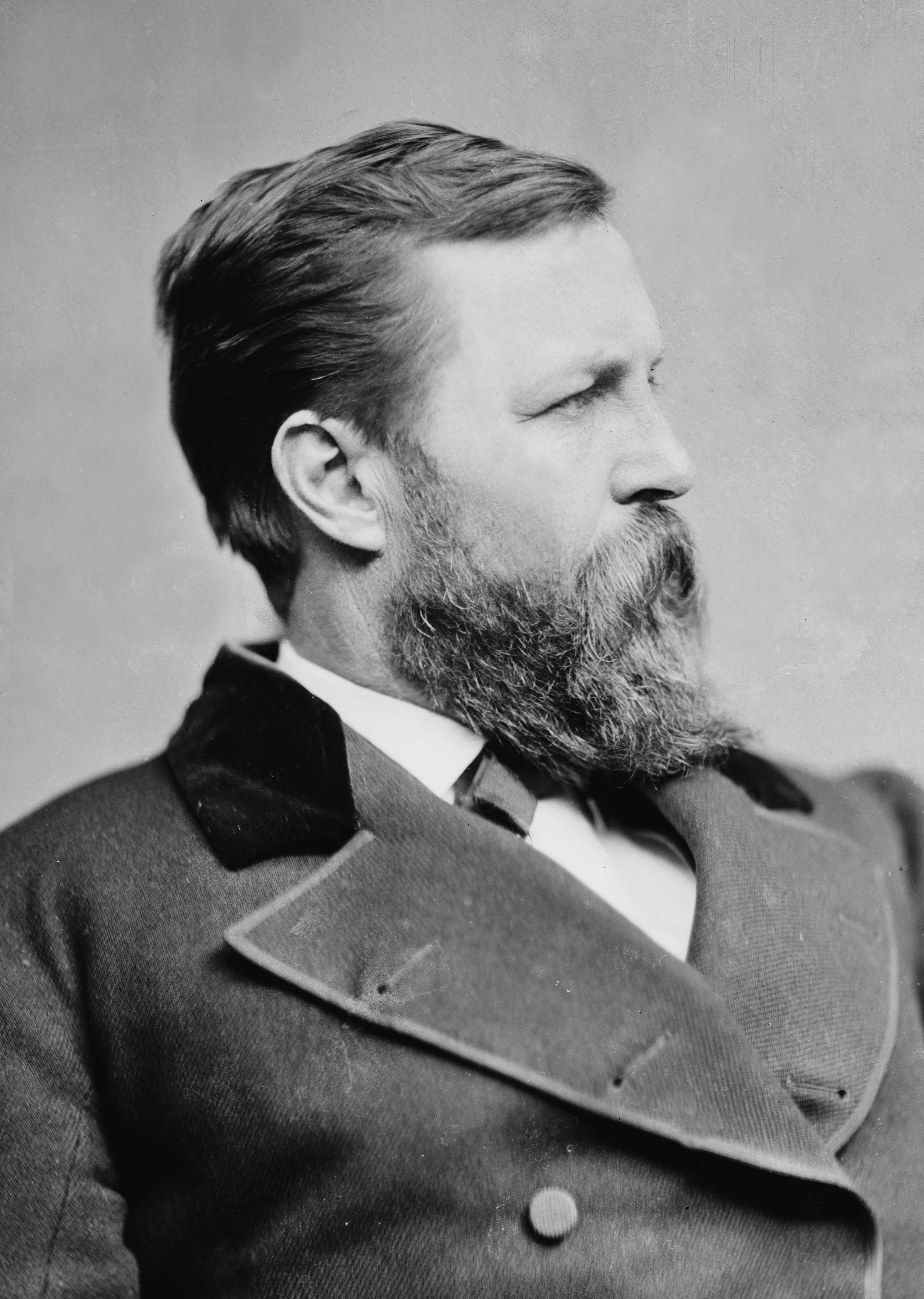
Henry B. Banning (um 1875)

Henry Blackstone Banning (* 10. November 1836 in Bannings Mills, Knox County, Ohio; † 10. Dezember 1881 in Cincinnati, Ohio) war ein US-amerikanischer Politiker der Liberal Republican Party und später der Demokratischen Partei. Vom 4. März 1873 bis zum 3. März 1879 war er Mitglied des Repräsentantenhauses der Vereinigten Staaten für den 2. Kongressdistrikt des Bundesstaates Ohio.

## Biografie
Banning wurde in Bannings Mills geboren. Er besuchte die Schulen des Clintonbezirks, die Mount Vernon Academy und das Kenyon College. Anschließend studierte er Jura und wurde 1857 als Rechtsanwalt zugelassen. Er war fortan in Mount Vernon tätig.
Im April 1861 trat er in den Militärdienst bei der US Army als Soldat ein. Im Juni 1861 wurde er bereits zum Captain befördert. Anschließend war er vom 10. Juni bis zum 20. September 1862 als Colonel im Dienst. Am 4. Oktober 1862 wurde er ehrenhaft aus dem Militärdienst entlassen. Zum 1. Januar 1863 trat er erneut in den Militärdienst ein und wurde zugleich zum Lieutenant colonel befördert. Zum Schluss eines Militärdienstes wurde er Brevet zum Major General ernannt. Zum 21. Januar 1865 schied er endgültig aus dem Militärdienst aus.
Nach seiner Rückkehr in die Heimat wurde er mit verschiedenen Militärrängen ehrenhalber geehrt. Von 1866 bis 1867 sammelte er erste politische Erfahrungen als Mitglied des Repräsentantenhauses von Ohio. 1872 wurde Banning dann als Liberalrepublikaner ins US-Repräsentantenhaus gewählt. Dort vertrat er fortan den 2. Distrikt von Ohio. Die Wiederwahl gelang ihm zwei Mal, allerdings als Mitglied der Demokratischen Partei. Von 1875 bis zu seinem Ausscheiden 1879 diente Banning als Vorsitzender des Committee on Military Affairs. 1878 wurde er von seiner Partei nicht mehr zur Wahl aufgestellt. Er zog sich wieder nach Ohio zurück, wo er wieder als Rechtsanwalt tätig war.
Banning starb am 10. Dezember 1881 in Cincinnati. Er wurde auf dem Spring Grove Cemetery beigesetzt. Ab 1868 war er mit Ida Kirby verheiratet und zeugte mit ihr 4 Kinder.